# Фрасибул (противник Македонии)
Фрасибул (др.-греч. Θρασύβουλος) — афинский военачальник IV века до н. э.

## Биография
По замечанию В. Геккеля, Фрасибул родился не позднее 375 года до н. э. Он принимал участие в экспедиции Хареса в Геллеспонт.
Фрасибул был сторонником антимакедонской партии. В 335 году до н. э., после падения Фив, Александр Македонский, согласно Суде, потребовал у афинян выдачи Фрасибула вместе с другими противниками Македонии. Однако в других источниках, в которых описывается этот эпизод, его имя не называется.
По всей видимости, Фрасибул вскоре был вынужден оставить Афины, возможно, вместе с Эфиальтом. Вместе с ним и Мемноном Фрасибул принимал участие в обороне Галикарнаса от македонской армии. После падения города Фрасибул сумел скрыться. В 326/325 году до н. э. Фрасибул в качестве стратега Афин совершил посвящение в Элевсине.